# Andreas Crusius
Andreas Crusius (* 26. März 1956 in Stendal) ist ein deutscher Arzt und Standespolitiker.

## Leben
Crusius studierte Medizin an der Universität Rostock. Nach dem Staatsexamen und der Approbation arbeitete er ab 1982 an der Klinik und Poliklinik für Innere Medizin der Universität Rostock. 1988 wurde er zum Dr. med.promoviert. Nach der Wende und friedlichen Revolution in der DDR gehörte er 1990 zu den Gründern der Ärztekammer Rostock e.V. Im selben Jahr wurde er zum ersten Präsidenten der Ärztekammer Mecklenburg-Vorpommern gewählt, der er nach sechs Wiederwahlen bis 2022 war. Von 1999 bis 2007 war er Vizepräsident der Bundesärztekammer. Als Pathologe (1988) und Internist (1996) arbeitet er als Oberarzt im Universitätsklinikum Rostock. Er sitzt im Beirat der Deutschen Ärzteversicherung. Die Universität Rostock ernannte ihn am 7. März 2018 zum Honorarprofessor. Damit würdigte sie insbesondere seine Verdienste um die akademische Ausbildung der Studenten. 2025 wurde ihm das Bundesverdienstkreuz am Bande verliehen.